# Euophrys kawkaban
Euophrys kawkaban är en spindelart som beskrevs av Wesolowska, van Harten 2007. Euophrys kawkaban ingår i släktet Euophrys och familjen hoppspindlar. Inga underarter finns listade i Catalogue of Life.